# Jensen 541R
Jensen 541R – sportowy samochód osobowy produkowany przez brytyjską firmę Jensen w latach 1957–1960. Dostępny jako 2-drzwiowe coupé. Następca modelu 541. Do napędu używano silników R6 o pojemności czterech litrów. Moc przenoszona była na oś tylną poprzez 4-biegową manualną skrzynię biegów. Samochód został zastąpiony przez model 541S.

## Dane techniczne (R6 4.0)

### Silnik
- R6 4,0 l (3990 cm³), 2 zawory na cylinder, OHV
- Układ zasilania: trzy gaźniki
- Średnica cylindra × skok tłoka: 87,30 mm × 111,10 mm
- Stopień sprężania: 7,6:1
- Moc maksymalna: 154 KM (113 kW) przy 4100 obr./min
- Maksymalny moment obrotowy: 308 N•m przy 2400 obr./min

### Osiągi
- Przyspieszenie 0-80 km/h: 7,6 s
- Przyspieszenie 0-100 km/h: 10,6 s
- Przyspieszenie 0-160 km/h: 30,2 s
- Czas przejazdu pierwszych 400 m: 17,5 s
- Prędkość maksymalna: 206 km/h